# Pleurosoriopsis makinoi
Pleurosoriopsis makinoi là một loài thực vật có mạch trong họ Polypodiaceae. Loài này được (Maxim. ex Makino) Fomin miêu tả khoa học đầu tiên năm 1930.